# 볼보자동차

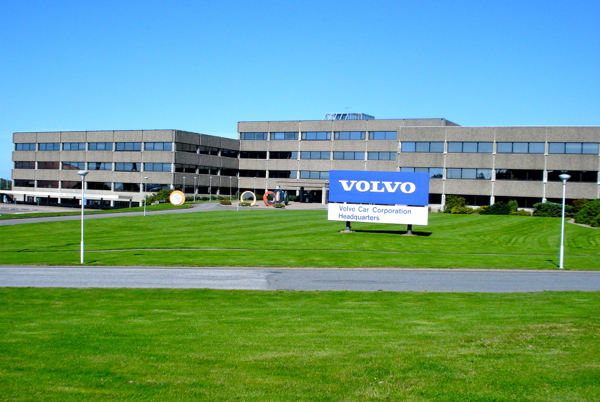
볼보 자동차 본사

볼보 자동차(영어: Volvo Car Corporation) 혹은 볼보 자동차 악티볼락(스웨덴어: Volvo Personvagnar AB)은 스웨덴의 자동차 제조사이다. 볼보와 이름이 같은 자동차 브랜드지만, 1999년에 볼보는 승용차 사업부를 미국 포드에 매각하였다가 2010년에 중국 지리 자동차에 매각하여 현재는 국적이 똑같아도 볼보와 별개의 기업이 되었다.
중국 지리자동차 산하 전기자동차 브랜드 폴스타를 두고 있다.

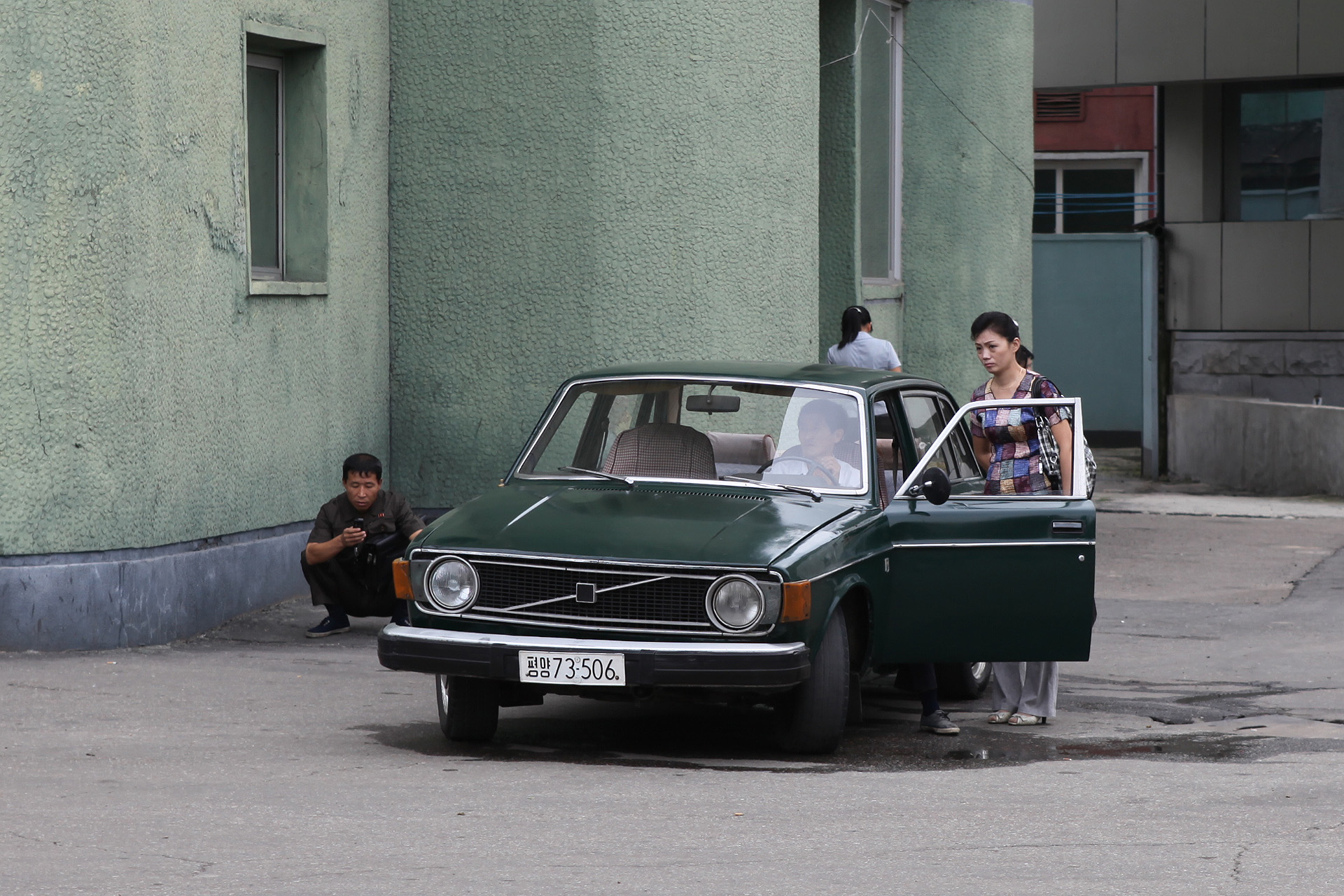
북한에 있는 144 차량

북한에서도 소수가 존재하지만, 공교롭게도 대한민국보다 먼저 수입되었다. 사진 속에 있는 차량은 144이다.

## 모델
현재 판매중
- V40
- S60/V60
- S90/V90
- XC40
- XC60
- XC90

## 같이 보기
- 폴스타
- 사브 오토모빌